# Lee Martin (voetballer, februari 1968)
Lee Andrew Martin (Hyde, 5 februari 1968) is een Engels voormalig betaald voetballer die doorgaans als linkervleugelverdediger speelde. Hij speelde voor onder meer Manchester United en het Schotse Celtic Glasgow. In 1990 scoorde hij het winnende doelpunt voor Manchester United in de replay van de finale van de FA Cup tegen Crystal Palace.

## Clubcarrière

### Manchester United
Lee Martin stroomde door vanuit de geprezen jeugdacadamie van Manchester United in 1988. In 1982 had de linkervleugelverdediger zich aangesloten bij de jeugdacademie van The Mancunians, destijds een slapende grootmacht. Onder leiding van trainer Alex Ferguson zou de club weer de prijzen aaneen rijgen. Martin maakte deel uit van de selecties van United die opnieuw het grote succes van weleer wisten te boeken. In 1990 won hij de FA Cup en scoorde het winnende doelpunt in de replay van de finale tegen Crystal Palace.
Martin zou twee keer scoren voor het eerste elftal van Manchester United, waaronder dat doelpunt tegen Crystal Palace in de FA Cup-finale/replay. Een spannende eerste finale was op 3–3 geëindigd. Het andere doelpunt maakte hij een jaar eerder in de competitie tegen West Ham United, een 1–3 overwinning voor United op The Boleyn Ground op 21 januari 1989.
In 1991 won hij de UEFA Beker voor Bekerwinnaars tegen het FC Barcelona van trainer Johan Cruijff en speler Ronald Koeman.
Vanaf het ogenblik dat de club in de nieuwe Premier League uitkwam, had Martin geen plaats meer. Mede blessures waren daarvan de oorzaak. Hij speelde slechts één wedstrijd voor United in de Premier League.

### Celtic Glasgow
In 1994 verliet Martin Old Trafford en verhuisde naar de Schotse topclub Celtic Glasgow. Hij speelde 19 competitiewedstrijden, maar won geen prijzen in een tijdperk waarin de rivalen van Glasgow Rangers zowat alles wonnen.

### Latere carrière
In 1996 keerde Martin terug naar Engeland, waar hij een contract tekende bij Bristol Rovers. Bristol Rovers was op dat moment een tweedeklasser, uitkomend in de First Division. De club verhuurde Martin aan Second Division-club Huddersfield Town (1997). In 1999 beëindigde Martin zijn loopbaan een eerste maal bij amateurclub Glossop North End.
In 2005 bond de gewezen speler van Manchester United wegens privéproblemen (zie onder) de voetbalschoenen weer aan en ging spelen bij de Welshe club Bangor City. Van 2006 tot 2008 was Martin voor het laatst actief bij het Welshe Cefn Druids. Hierna stopte de toen 40-jarige linkervleugelverdediger definitief met voetballen.

## Persoonlijk leven
In 2002 kwam Martin, die na zijn carrière werkloos was, in aanvaring met het Engelse gerecht wegens belastingfraude.

## Erelijst
Manchester United FC
- FA Cup

1990
- FA Charity Shield

1990
- UEFA Beker voor Bekerwinnaars

1991
- UEFA Super Cup

1991